# Armando Deschamps
Armando Deschamps López fue un político mexicano, gobernador del estado de Veracruz-Llave por el periodo de 1919 a 1920.

## Biografía
Durante la Revolución mexicana, Deschamps fue miembro de la asamblea legislativa del estado de Veracruz. Cuando el presidente de facto Victoriano Huerta depuso al gobernante Antonio Pérez Rivera y lo sustituyó por Eduardo Cauz Cervantes, Deschamps fue uno de los diputados que se opusieron frontalmente al nombramiento. La presión de la cámara hizo que Huerta diera marcha atrás para evitar el enfrentamiento con los veracruzanos, y fue la asamblea quien eligió finalmente a Enrique Camacho como gobernante provisional.
Posteriormente, él mismo fue nombrado gobernante interino de Veracruz, en sustitución de Cándido Aguilar, a quien devolvió el poder finalizado su mandato provisional, el 6 de enero de 1920. Durante su mandato se proyectó la pavimentación de las calles principales de la ciudad de Córdoba.